# 長谷川浩嗣
長谷川 浩嗣（はせがわ ひろし、1943年12月25日 - ）は、日本の実業家。第8代日清製粉グループ本社代表取締役社長。

## 人物・経歴
茨城県立水戸商業高等学校を経て、1967年早稲田大学商学部卒業。1971年日清製粉入社。日清フーズ出向や、食品第一営業部次長、食品営業部長を経て、1996年取締役食品営業部長に昇格。1999年常務取締役食品部門担当。2001年に日清製粉グループ本社が発足すると、同社常務取締役及び日清フーズ代表取締役社長に就任。2004年イニシオフーズ代表取締役社長。同年18年ぶりの社長交代により日清グループ本社代表取締役社長に昇格したが、2007年に健康上の理由で取締役相談役に退いた。